# ماساکی واتای
ماساکی واتای (انگلیسی: Masaki Watai؛ زادهٔ ۱۸ ژوئیهٔ ۱۹۹۹) بازیکن فوتبال اهل ژاپن است.